# Santa María del Cubillo
Santa María del Cubillo är en kommun i Spanien.   Den ligger i provinsen Provincia de Ávila och regionen Kastilien och Leon, i den centrala delen av landet, 70 km nordväst om huvudstaden Madrid. Antalet invånare är 338. Arean är 66 kvadratkilometer.
Terrängen i Santa María del Cubillo är kuperad västerut, men österut är den platt.